# 거창 하성
거창 하성(居昌 霞城)은 대한민국 경상남도 거창군 웅양면 한기리에 있는 조선시대의 성이다.
1983년 12월 20일 경상남도의 문화재자료 제92호 하성으로 지정되었다가, 2018년 12월 20일 현재의 명칭으로 변경되었다.

## 개요
경상남도 거창군 웅양면 한기리에 있는 성곽으로 성벽은 계곡을 포함한 산 정상부를 둘러 쌓은 포곡식 산성이다.
성벽은 자연석을 이용하여 쌓았는데, 길이는 1500m, 높이는 2m 정도이며 현재 성안은 경작지로 이용되고 있다. 언제 성을 쌓았는지는 정확히 알 수 없으나, 삼국시대 백제가 신라의 침입을 막기 위하여 처음 쌓았다고 전해지며, 임진왜란 때 왜적의 침입을 막기 위하여 다시 쌓았다고 한다. 정유재란 때 이일(李鎰) 장군이 가등청정의 군사와 치열하게 싸움을 벌인 곳이기도 하다.
이 성은 남매가 쌓았다는 이야기가 전해지는데, 누이동생이 치마폭에 돌을 담아 날랐다하여, 여성(女城) 또는 치마성으로 불리기도 한다. 성의 주변 곳곳에는 돌을 쌓아 놓은 돌무더기가 있는데, 이것은 성을 쌓다 남은 돌이라고 전해진다.

## 참고 자료
- 거창 하성 - 국가유산청 국가유산포털